# Karel Urbanec
Karel Urbanec (30. ledna 1845 Moravské Budějovice – 17. června 1891 Praha) byl český bankéř, ředitel Živnostenské banky pro Čechy a Moravu.

## Život
Byl synem koželuha; otce ale ztratil, když mu bylo osm let. Do obecné školy a reálky chodil ve Znojmě. Měl zájem pokračovat na technice ve Vídni, ale po příchodu do tohoto města změnil názor a začal se věnovat obchodu. Vystudoval Geyerovo vyšší zemské učiliště, pak pracoval krátce pro závod J. Schneider a Fr. Perla. Když poslední z firem přemístila svou centrálu do Prahy, přestěhoval se tam také. Ve volném čase soukromě studoval národní hospodářství.
V roce 1869 se ucházel o zaměstnání v právě zakládané Živnostenské bance. Získal místo knihvedoucího (účetního), nejprve provizorně a od roku 1870 definitivně. V roce 1872 se oženil s Julií Klikovou a stal se hlavním účetním (vrchní knihvedoucí), o rok později prokuristou. Po odchodu ředitele Mosera v roce 1881 byl jmenován spoluředitelem a v lednu 1882 prvním ředitelem banky (jeho náměstkem, “druhým ředitelem” byl Vojtěch Mastný). Zřídil filiálku v Brně. Vedle toho byl členem správní rady Pojišťovny Praha, Českého spolku pro průmysl cukerní a Ústředního výboru jednoty záložen; zasedal také v revizním výboru Pražsko-duchcovské dráhy.
Byl všeobecně vážený. Podporoval vlastenecké a dobročinné spolky. Stal se čestným občanem rodných Moravských Budějovic. Zemřel náhle, pohřben byl na Olšanských hřbitovech.